# Diadelia spinipennis
Diadelia spinipennis là một loài bọ cánh cứng trong họ Cerambycidae.